# NGC 3711-1
NGC 3711-1 (другие обозначения — MCG −2-29-35, PGC 35392) — спиральная галактика в созвездии Чаши. Открыта Фрэнком Ливенвортом в 1886 году.
Спиральная галактика с перемычкой находится на расстоянии около 185 миллионов световых лет и физически не составляет единого целого и не взаимодействует с наблюдаемой рядом галактикой PGC 3771864, находящейся на расстоянии 245÷250 световых лет. Считается, что открывшие галактику в XIX веке астрономы через оптику того времени воспринимали PGC 3771864 в лучшем случае как звезду, но не как часть объекта NGC 3711. Это подтверждается современными наблюдениями через рефлекторный телескоп Стива Готтлиба. Единственный факт, который может указывать, что Ливенворт видел PGC 3771864 как часть NGC 3711, — это то, что в его описании объекта NGC 3711 не указано, что у его края с северо-востока видна тусклая звезда.
Этот объект входит в число перечисленных в оригинальной редакции «Нового общего каталога».